# Je tourne en rond (album de Jul)
Albums de Jul
Je trouve pas le sommeil
(2014) My World
(2015)
Je tourne en rond est le troisième album studio du rappeur français Jul sorti le 8 juin 2015 via le label Liga One Industry.

## Historique
Le troisième album de Jul, intitulé Je tourne en rond, paraît le 8 juin 2015. 

## Liste des chansons
| No  | Titre                                                                 | Durée |
| --- | --------------------------------------------------------------------- | ----- |
| 1.  | Ça vient de là                                                        | 5:34  |
| 2.  | Dans ma cité                                                          | 3:41  |
| 3.  | Je tourne en rond                                                     | 4:55  |
| 4.  | Vis mon malheur                                                       | 4:49  |
| 5.  | Gros                                                                  | 2:48  |
| 6.  | 1er dans la bataille                                                  | 2:57  |
| 7.  | Je peux pas                                                           | 3:47  |
| 8.  | Hors la loi (feat. Veazy)                                             | 3:46  |
| 9.  | Plus de respect                                                       | 2:48  |
| 10. | Mon rêve                                                              | 3:22  |
| 11. | Ça...                                                                 | 2:49  |
| 12. | Lady                                                                  | 3:05  |
| 13. | Goodbye                                                               | 4:22  |
| 14. | C’est ça que je te reproche                                           | 5:22  |
| 15. | Je suis comme un autre                                                | 2:39  |
| 16. | Tout droit                                                            | 3:53  |
| 17. | J'ai fini seul                                                        | 2:25  |
| 18. | Terter                                                                | 3:33  |
| 19. | Ils sont jaloux (feat. Liga One, Friz, Kamikaz, Bilk, Houari & Veazy) | 4:59  |
| 20. | Perdu                                                                 | 3:57  |

## Clip vidéo
- Ça... : 13 août 2015

## Accueil commercial
En une semaine, l'album s'écoule à 38 200 exemplaires. Il est certifié disque d'or.
Par la suite, les chiffres deviennent flous, mais selon le directeur général de Believe, l'album est certifié double disque de platine.

## Ventes et certifications
| Région | Certification | Ventes/Streams |
| ------ | ------------- | -------------- |
| France |               | 230 000        |